# Abdul Ali Mazârî
Pour les articles homonymes, voir Mazari.
Abdul Ali Mazârî (1946 - mars 1995) était un seigneur de guerre afghan, fondateur du Hezb-e Wahdat (« Parti de l'unité »).

## Biographie

### Jeunesse
Né dans un petit village au nord de Mazâr-e Charîf, Ali Abdul Mazârî, se rattache à l'islam chi'ite comme l'immense majorité de ses compatriotes hazaras. Après avoir suivi les cours de l'école coranique de son village, il effectue des études de théologie à Qom (Iran), puis à Nadjaf (Irak).

### Engagement politique
Il revient en Afghanistan pour prendre part à la lutte contre le pouvoir communiste et l'occupation soviétique. Proche de l'Iran, il fonde le parti Nasr et sera en 1989 le fédérateur des différents partis hazaras en créant le Hezb-e Wahdat-e Islami Afghanistan (« parti de l'unité islamique d'Afghanistan » ; dari : حزب وحدت اسلامی افغانستانحزب وحدت اسلامی افغانستان) qui parviendra à fédérer les différentes factions de la résistance hazara. Plusieurs membres de la famille d'Ali Mazârî périront dans les combats ou seront exécutés par les communistes.
En 1993-1995, la guerre civile fait rage à Kaboul entre les différents mouvements de résistance, Ahmad Chah Massoud, Abdul Rachid Dostom, le Hezb-e Wahdat, le Ettehâd-e Islami de Abdul Rassoul Sayyaf, et le Harakat de Gulbuddin Hekmatyar. La confusion est totale. Au-delà de l'aspect politique de ces luttes, la dimension ethnique est évidente : Tadjiks, Pachtouns, Ouzbeks et Hazaras se déchirent. Les Hazaras, qui peuplent le tiers ouest du pays sont particulièrement visés et Massoud tentera ultérieurement de les désarmer. Les victimes hazaras sont considérables, et de nombreuses exactions sont commises.

### Fin à l'arrivée des Talibans
Le carnage ne cessera qu'avec l'arrivée à Kaboul des talibans en février 1995. Ceux-ci capturent Abdul Ali Mazâri le 11 mars. Il décédera mystérieusement durant son transfert en hélicoptère à Kandahar, et son corps sera trouvé à Ghazni. Pour les Hazaras, et pour la plupart des observateurs, il ne fait aucun doute qu'Ali Mazâri a été assassiné par les talibans. Sa dépouille, remise aux Hazaras, sera portée en procession sur 500 kilomètres jusqu'à Mazâr où elle sera inhumée le 26 mars 1995 en présence de centaines de milliers de personnes.
Considéré comme un martyr (chahîd) par la république islamique d'Afghanistan et les chiites hazaras, Abdul Ali Mazârî est souvent surnommé « le père de la nation » par ces derniers.